# Samskara
Samskara (Devanagari: संस्कार, Sanskriet: saṃskāra) zijn hindoeïstische overgangsriten of sacramenten die uitgevoerd worden tijdens belangrijke levensmomenten. Het betreft tientallen verschillende rites voor gebeurtenissen tijdens de zwangerschap, geboorte, kindertijd, puberteit, adolescentie, volwassenheid en dood. Twee daarvan zijn echte initiatieriten, de upanayana, waarmee iemand tweemaal-geborene wordt (dvija), en vivaha, het huwelijk. Een deel van de riten markeert de overgangen in het ashrama-systeem.
De riten worden in meer of mindere mate genoemd in de Veda's, de Brahmana's, de Grhyasoetra's, de Dharmasoetra's, de smriti's en latere werken. Het aantal riten en de systematiek van de beschrijvingen varieert daarbij. Zo noemt de Rigveda het huwelijk, de uitvaart en de conceptie, terwijl de Dharmasoetra van Gautama er veertig noemt, al is daarbij geen onderscheid gemaakt tussen riten en offers (yajna). Tegenwoordig worden veelal zestien riten genoemd, die onder te verdelen zijn in prenataal, geboorte, onderwijs, huwelijk en uitvaart:
- prenataal:
  - garbhadhana, conceptie
  - pumsavana, bespoedigen van mannelijke foetus
  - simantonnayana, haarscheiding
- kindertijd:
  - jatakarma, geboorte
  - namakarana, naamgeving
  - nishkramana, eerste uitstapje
  - annaprasana, eerste vaste voedsel
  - chuda karana, tonsuur, eerste knipbeurt
  - karnavedha, gaatjes prikken in de oren
- onderwijs:
  - vidhyarambha, leren van het alfabet
  - upanayana, initiatie als tweemaal-geborene
  - vedarambha, begin van de veda-studie
  - keshanta, eerste scheerbeurt
  - samavartana, voltooiing van de veda-studie
- vivaha, het huwelijk
- antyesti, uitvaart